# Watson (écurie)
 (juin 2018).
Si vous disposez d'ouvrages ou d'articles de référence ou si vous connaissez des sites web de qualité traitant du thème abordé ici, merci de compléter l'article en donnant les références utiles à sa vérifiabilité et en les liant à la section « Notes et références ».
Pour les articles homonymes, voir Watson.
Watson est une officine de construction de monoplaces de course automobile fondée par A. J. Watson. Elle a notamment disputé son premier Grand Prix de Formule 1 à Indianapolis en 1950 et a couru sa dernière course au même endroit en 1960.
Les monoplaces Watson ont disputé neuf Grands Prix de Formule 1, la totalité à Indianapolis lorsque les 500 miles comptaient pour le championnat du monde de Formule 1. En neuf saisons, quinze pilotes se sont alignés au volant d'un seul modèle de monoplace, la Watson Indy Roadster. 
Pat Flaherty remporte les 500 miles d'Indianapolis 1956, Rodger Ward l'édition 1959 et Jim Rathmann l'épreuve de 1960. Les Watson ont également permis à Jim Rathmann de se classer deuxième en 1959 puis à Rodger Ward d'obtenir le même résultat en 1960.

## Historique

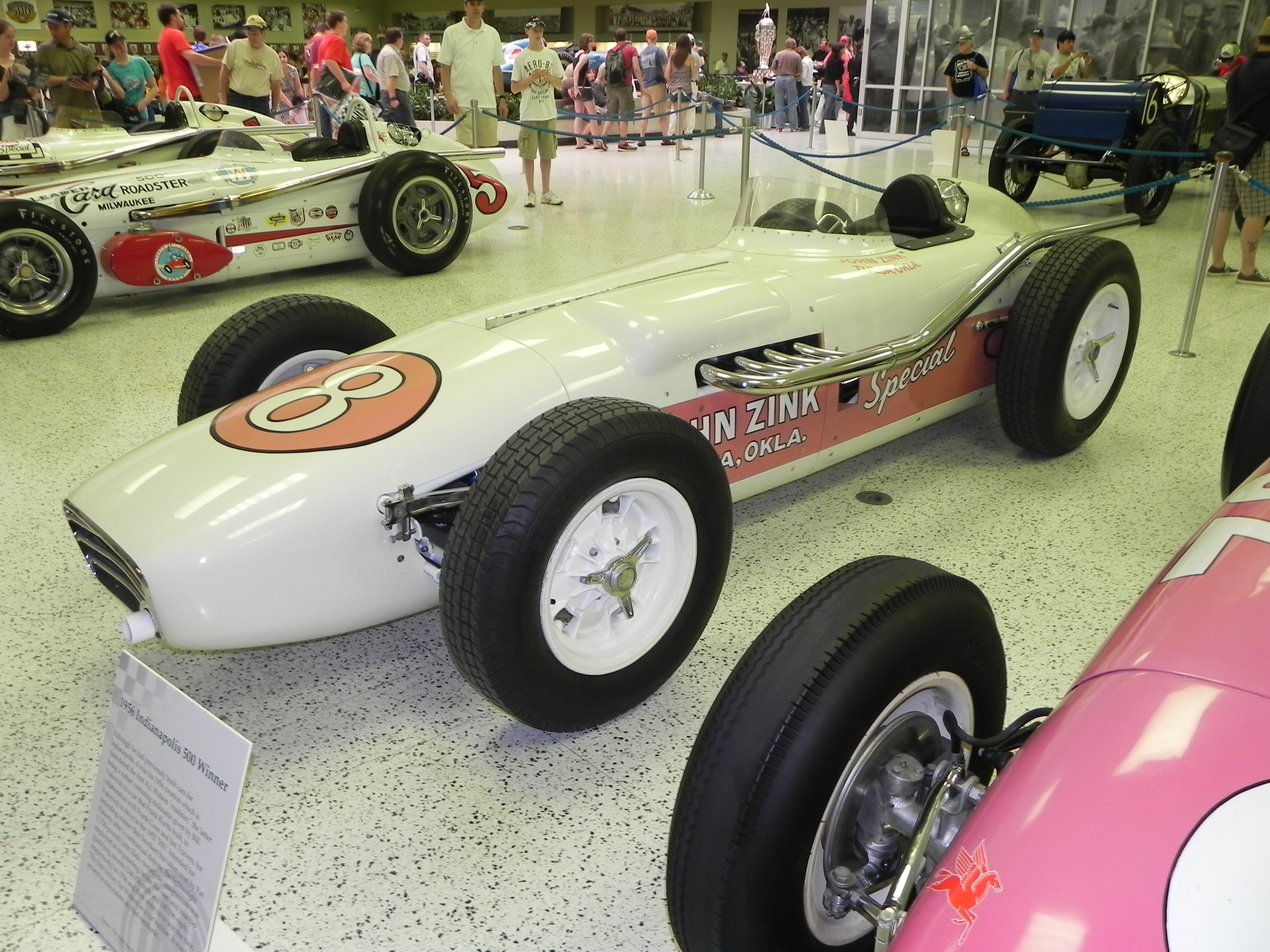
La Watson Indy Roadster qui a remporté l'édition 1956.

Watson est fondée par A. J. Watson et commence en Formule 1 lors des 500 miles d'Indianapolis 1950 comptant pour le  championnat du monde de Formule 1 1950. 
Les monoplaces Watson disputent quasiment toutes les éditions de cette épreuve jusqu'en 1960, les 500 miles comptant alors pour le championnat du monde de Formule 1. En neuf saisons, un seul modèle de monoplace, la Watson Indy Roadster, a été construit
Pat Flaherty remporte les 500 miles d'Indianapolis 1956, Rodger Ward l'édition 1959 et Jim Rathmann l'épreuve de 1960. Les Watson ont également permis à Jim Rathmann de se classer deuxième en 1959 puis à Rodger Ward d'obtenir le même résultat en 1960.

## Résultats en championnat du monde de Formule 1
| Saison | Écurie | Châssis              | Moteur              | Pneus     | Pilotes | Grands Prix disputés | Points inscrits | Classement |
| ------ | --- | -------------------- | ------------------- | --------- | --- | -------------------- | --------------- | ---------- |
| 1950   | City of Glendale/A.J. Watson                                                                                            | Watson Indy Roadster | Offenhauser 3.0 L4C | Firestone | Dick Rathmann                                                                                               | 1                    | 0               | -          |
| 1951   | Bob Estes Lincoln-Mercury                                                                                               | Watson Indy Roadster | Offenhauser 3.0 L4C | Firestone | Joe James                                                                                                   | 1                    | 0               | -          |
| 1952   | Bob Estes | Watson Indy Roadster | Offenhauser 3.0 L4C | Firestone | Jim Rigsby                                                                                                  | 1                    | 0               | -          |
| 1953   | Bob Estes | Watson Indy Roadster | Offenhauser 3.0 L4C | Firestone | Don Freeland                                                                                                | 1                    | 0               | -          |
| 1956   | John Zink | Watson Indy Roadster | Offenhauser 3.0 L4C | Firestone | Pat Flaherty                                                                                                | 1                    | 8               | -          |
| 1957   | John Zink | Watson Indy Roadster | Offenhauser 3.0 L4C | Firestone | Troy Ruttman Jud Larson                                                                                     | 1                    | 0               | -          |
| 1958   | John Zink McNamara/Kalamazoo Sports                                                                                     | Watson Indy Roadster | Offenhauser 3.0 L4C | Firestone | Ed Elisian Jimmy Reece Jud Larson Dick Rathmann                                                             | 1                    | 0               | Non classé |
| 1959   | Leader Card 500 Simoniz/Lindsey Hopkins Leader Cards Inc John Zink McNamara/Kalamazoo Sports                            | Watson Indy Roadster | Offenhauser 3.0 L4C | Firestone | Rodger Ward Jim Rathmann Jud Larson Pat Flaherty Dick Rathmann                                              | 1                    | 14              | Non classé |
| 1960   | Leader Card 500 Lindsey Hopkins Ken Paul S-R Racing/Salemi & Rini John Zink Leader Cards Inc Jim Robbins J.C. Agajanian | Watson Indy Roadster | Offenhauser 3.0 L4C | Firestone | Rodger Ward Tony Bettenhausen Jim Rathmann Len Sutton Troy Ruttman Chuck Stevenson Dick Rathmann Lloyd Ruby | 1                    | 14              | Non classé |